# Piróg (wieś)
Piróg – wieś sołecka w Polsce położona w województwie mazowieckim, w powiecie białobrzeskim, w gminie Stromiec.
W latach 1975–1998 miejscowość administracyjnie należała do województwa radomskiego.
Wieś wzmiankowana już w XVI wieku, doszczętnie zniszczona w trakcie potopu szwedzkiego. Ponownie odbudowana po I wojnie światowej. W okolicy pozostałości fundamentów dawnego dworku szlacheckiego.
W granicach współczesnej wsi Piróg znajduje się dawna wieś Zuść
Wierni Kościoła rzymskokatolickiego należą do parafii św. Jana Chrzciciela w Stromcu.